# Say Chhum
Say Chhum (sinh ngày 5 tháng 2 năm 1945) là chính trị gia người Campuchia, từng giữ chức Chủ tịch Thượng viện Campuchia từ năm 2015 đến năm 2024. Ông là Phó Chủ tịch thứ nhất Thượng viện đến ngày 9 tháng 6 năm 2015, khi ông kế nhiệm Chea Sim, người qua đời ngày 8 tháng 6 năm 2015. Say Chhum cũng từng giữ chức Chủ tịch Ủy ban Thường trực Ủy ban Trung ương Đảng Nhân dân Campuchia.
Năm 2003, ông được bầu làm đại diện cho tỉnh Kampong Speu trong Quốc hội. Ông cũng từng là Phó Chủ tịch thứ hai Quốc hội.
Với tư cách là Phó Chủ tịch thứ nhất Thượng viện, Say Chhum là quyền Chủ tịch Thượng viện khi Chea Sim ốm đau vắng mặt. Ngay sau khi Chea Sim qua đời, Say Chhum được 51 thượng nghị sĩ có mặt nhất trí bầu làm Chủ tịch Thượng viện vào ngày 9 tháng 6 năm 2015.
Năm 2013, con trai của ông là Say Sam Al được bổ nhiệm làm Bộ trưởng Môi trường.